# Adama Diomande
Adama Valentin Diomande (Oslo, 14 februari 1990) is een Noors voetballer van Ivoriaanse afkomst die bij voorkeur als aanvaller speelt. Hij tekende in september 2015 een contract tot medio 2018 bij Hull City, dat hem voor een niet bekendgemaakt bedrag overnam van Stabaek Fotball.

## Carrière
Diomande werd geboren in Oslo, en speelde bij de diverse jeugdelftallen van de clubs Homlia, Valerenga IF en Lyn. Hij studeerde aan de sport gelieerde 'Norges Toppidrettsgymnas', net als de meeste jeugdspelers van Lyn.
Diomande maakte zijn profdebuut op 19 oktober 2008 in de wedstrijd Lyn - Hamarkameratene Fotball als wisselspeler in de 86ste minuut. Hij speelde nog twee wedstrijden in het eerste van de club, voordat hij in 2010 naar Skeid vertrok.
Diomande verhuisde in augustus 2010 naar IL Hødd en promoveerde daarmee aan het einde van dat seizoen 2010 naar de Adeccoligaen. In 2011 eindigde hij met zijn club in de middenmoot. Diomande scoorde veertien doelpunten dat seizoen. Op 1 januari 2012 vertrok hij naar Strømsgodset IF, op dat moment uitkomend in de hoogste Noorse divisie. Na twee seizoenen vertrok hij voor drie miljoen Noorse kronen (circa 350.000 euro) naar Dinamo Minsk. In 2015 keerde hij terug naar Noorwegen bij Stabaek, waar hij een tweejarig contract tekende. Diomande maakte in 21 wedstrijden zeventien doelpunten voor de club. Hij tekende in september 2015 vervolgens een contract tot medio 2018 bij Hull City, dat in het voorgaande seizoen uit de Premier League was gedegradeerd.